# Trkač (1987.)
Trkač (eng. The Running Man), američki znanstveno-fantastični film redatelja Paula Michaela Glasera iz 1987. godine s Arnoldom Schwarzeneggerom u glavnoj ulozi. Film je labavo utemeljen na istoimenoj noveli Stephena Kinga iz 1982. godine.

## Radnja
Godina je 2019. Svjetska ekonomija doživjela je kolaps koji je pogodovao usponu totalitarnog društva. SAD su postale vojno-policijska država koja ograničava građanske slobode i cenzurira sve oblike društvene interakcije. Unatoč restriktivnom režimu, mali broj revolucionara pokušava se boriti protiv državne represije.
Vlada ima potpunu kontrolu nad medijima, a stanovništvo drži pod kontrolom servirajući mu reality zabavu u kojoj sudjeluju osuđeni kriminalci. Smrtonosna igra zove se "Trkač" i nitko je još nije preživio. Kada policajac Ben Richards (Arnold Schwarzenegger) odbije zapucati na mirne prosvjednike, vlast ga odluči kazniti. Građani su svejedno pobijeni, a odgovornost za masakr bačena na njega. Pokušava pobjeći iz zatvora, ali ga policija hvata i postavlja za lovinu u sadističkom televizijskom showu.

## Glavne uloge
- Arnold Schwarzenegger - Ben Richards
- Maria Conchita Alonso - Amber Mendez
- Richard Dawson - Damon Killian
- Yaphet Kotto - William Laughlin
- Marvin J. McIntyre - Harold Weiss